# 霍斯鎮區 (密歇根州阿爾科納縣)
霍斯鎮區（英語：Hawes Township）是位於美國密歇根州阿爾科納縣的一個行政鎮區。

## 地方資料
霍斯鎮區的面積為185.00平方千米，當中陸地面積為181.20平方千米，而水域面積為3.80平方千米。根據2010年美國人口普查的數據，當地共有人口1076人，而人口密度為每平方千米5.82人。